# Markus Schiegl
Markus Schiegl, né le 7 juin 1975 à Kufstein, est un lugeur autrichien. Avec son cousin Tobias Schiegl, il a participé à cinq éditions des Jeux olympiques d'hiver entre 1994 et 2010. Il est champion du monde en 1996 et 1997.
Depuis la fin de sa carrière sportive en 2010, il travaille désormais dans la police.

## Palmarès

### Jeux olympiques
| Édition/Discipline | Double |
| JO 1994            | 10e    |
| JO 1998            | 4e     |
| JO 2002            | 6e     |
| JO 2006            | 4e     |
| JO 2010            | 8e     |

### Championnats du monde
- 5 médailles d'or (double et par équipes en 1996, double et par équipes en 1997 et par équipes en 1999)
- 5 médailles d'argent (par équipes en 1993, double en 1999, double en 2003, double en 2007 et par équipes en 2008)
- 4 médailles de bronze (par équipes en 1995, par équipes en 2000, double en 2001, double en 2008)

### Championnats d'Europe
- 2 médailles d'argent (par équipes en 1996, double en 2002)
- 6 médailles de bronze (par équipes en 1994, double et par équipes en 1998, double en 2000, par équipes en 2002, double en 2010)

### Coupe du monde
- Meilleur classement général : 2e en 1994 et 1999.
- 37 podiums en double dont 5 victoires.